# Arantxa Alvarez
Arantxa Isabel Alvarez Garri, född 17 november 1991 i Hageby-Navestad, Norrköping, är en svensk programledare, radiopratare och sångerska. 
Hennes föräldrar flydde från Chile till Sverige. Hon är uppvuxen i Hageby och Navestad, Norrköping, men är sedan 2022 bosatt i Stockholm.

## TV- och radiokarriär
Under 2013 deltog hon i TV4:s Idol och tog sig till Topp 20. Under sommaren 2014 gjorde hon sin debut som programledare för Morgonpasset i P3, och under P3:s Musikhjälpen 2014 deltog hon som "publikens ambassadör".  Sommaren 2015 arbetade hon återigen som programledare för Morgonpasset i P3 och under hösten 2015 arbetade hon som programledare för Idol Extra som sändes varje fredag på TV4 tillsammans med sångaren Erik Segerstedt.
Arantxa Alvarez var programledare för Morgonpasset i P3 år 2016, tillsammans med Farah Abadi, Victor Linnér, Jonatan Unge och Simon Rosenqvist. Under hösten 2016 arbetade hon som programledare på det direktsända barnprogrammet Morgonshowen, Sveriges Television och var även co-host för den nya serien Ridiculousness Sverige på MTV. Under våren 2017 började det nya direktsända ungdomsprogrammet Random-Mix på Barnkanalen där Alvarez är en av programledarna. Hon var även programledare för P3 Osignat under våren på Sveriges Radio och för Morgonpasset i P3 för fjärde sommaren på Sveriges Radio P3. Under hösten 2017 var hon bisittare på Relationsradion i P3 som leds av Farah Abadi. 
Alvarez var även bisittare i det direktsända frågesportprogrammet Fredag i P3, fram till den 22 december 2017 som sedan bytte format till Helgen i P3 där hon var programledare fram till årsskiftet 2020. Alvarez ledde även parallellt det direktsända ungdomsprogrammet Random-Mix tillsammans med Fab Freddie som sändes live varje vardag på SVT Play samt programledde Fatta Historia och Makeriet för Utbildningsradion. 
År 2019 var Arantxa Alvarez återigen publikens ambassadör i Musikhjälpen som ägde rum på Stora Torget i Västerås. Programledare var Miriam Bryant, Farah Abadi och Daniel Hallberg (komiker). Resande reporter Janice Kavander och Aron Anderson begav sig ut i Sverige för att kolla engagemangen runt om i landet. 
Under våren 2021 medverkade Alvarez i TV-programmet Bäst i test tillsammans med Morgan Alling, Olof Wretling och Johanna Nordström. 
År 2021 var hon programledare för Big Brother på TV4 och C More Entertainment tillsammans med Malin Stenbäck.

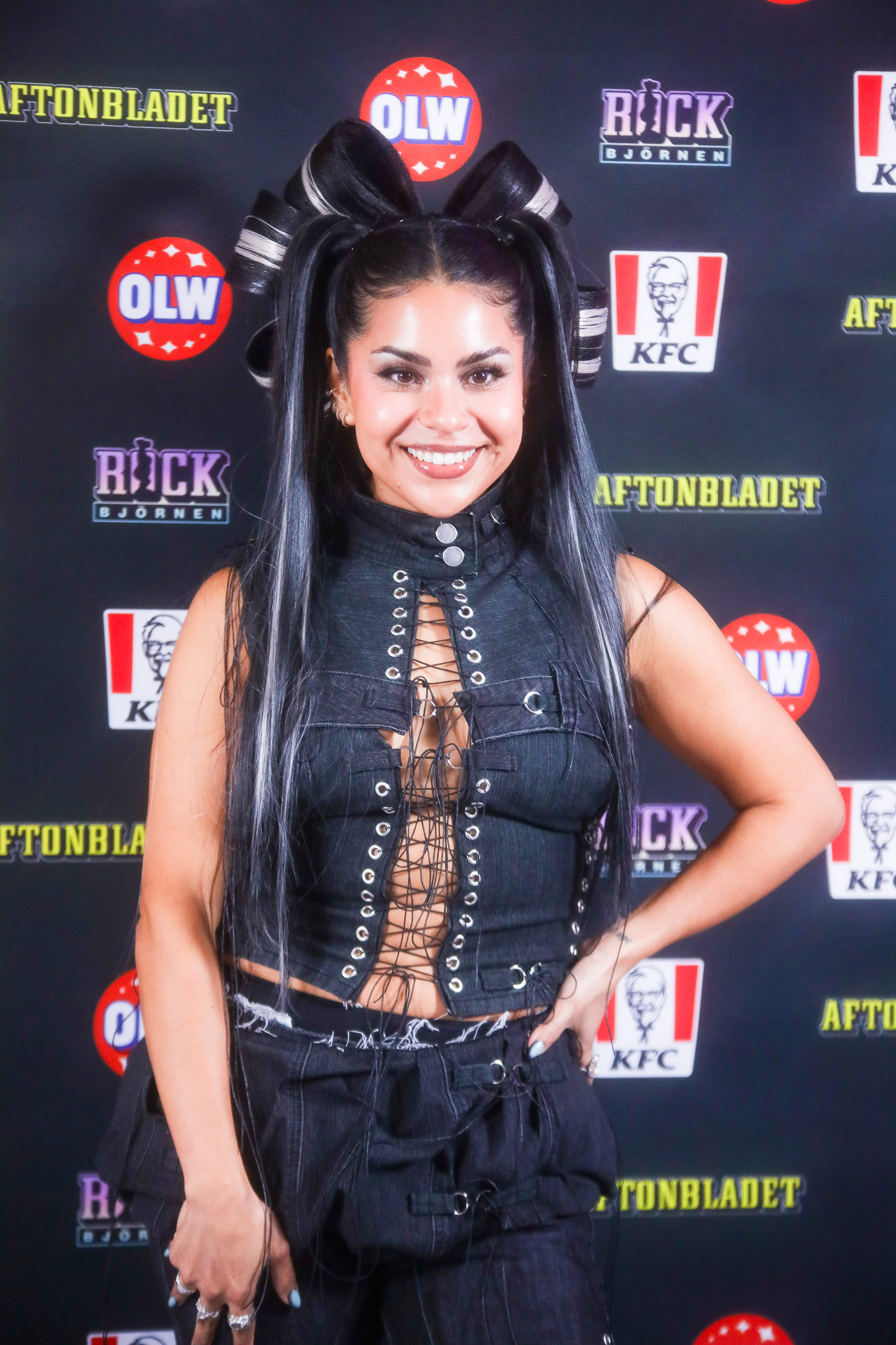
Arantxa Alvarez i samband med Rockbjörnen 2024.

I maj 2023 under finalen av Eurovision Song Contest 2023  var Alvarez en av fem personer i Sveriges jury. Övriga fyra i juryn var Fredrik Kempe, Robert Sehlberg, Clara Klingenström samt Isa Molin. Tillsammans med Molly Hammar ledde hon Rockbjörnen 2024.
I januari 2025 tillkännagavs det att Alvarez skulle delta i årets upplaga av Let's Dance. Hennes danspartner för programmet är Axel Jehrlander.